# Amtsgericht Stadtilm
Das Amtsgericht Stadtilm war ein von 1879 bis 1949 bestehendes Gericht der ordentlichen Gerichtsbarkeit mit Sitz in der thüringischen Stadt Stadtilm.

## Geschichte
Mit Einführung des Gerichtsverfassungsgesetzes am 1. Oktober 1879 kam es im Fürstentum Schwarzburg-Rudolstadt zur Errichtung eines Amtsgerichtes in Stadtilm, dessen Sprengel aus dem Bezirk des vorhergehenden Justizamtes Stadtilm gebildet wurde und somit die Stadt Stadtilm und die Dörfer Angelroda, Bücheloh, Cottendorf, Döllstedt, Dörnfeld an der Ilm (mit Gutsbezirk), Ehrenstein, Ellichleben, Elxleben, Geilsdorf, Gösselborn, Gräfinau, Griesheim (mit Gutsbezirk), Großhettstedt, Großliebringen, Hammersfeld, Hengelbach, Kleinhettstedt, Kleinliebringen, Nahwinden, Oberilm, Oesteröda, Paulinzella, Singen, Solsdorf, Thälendorf und Wüllersleben enthielt.
Nach der Bildung des Landes Thüringen im Jahre 1920 wurden die Gerichtsbezirke am 1. Oktober 1923 neu eingeteilt. Hengelbach und Paulinzella wurden dem Amtsgericht Königsee zugelegt, Oesteröda, Solsdorf und Thälendorf kamen zum Amtsgericht Rudolstadt, Bücheloh und Gräfinau gingen ans Amtsgericht Ilmenau und Angelroda und Elxleben wurden dem Amtsgericht Arnstadt überwiesen. Dagegen konnten aus dem Bezirk des Arnstädter Gerichtes die Orte Behringen, Niederwillingen plus Oberwillingen, aus dem Amtsgerichtsbezirk Blankenhain der Ort Dienstedt sowie aus dem Amtsgerichtsbezirk Liebenstein die Ortschaft Traßdorf in den Amtsgerichtsbezirk Stadtilm eingegliedert werden.
Übergeordnete Instanz war bis zum 1. September 1949 das Landgericht Rudolstadt, danach noch einen Monat lang das Landgericht Erfurt.
Mit dem 1. Oktober 1949 wurden das Amtsgericht Stadtilm aufgehoben und dessen gesamter Bezirk dem Amtsgericht Arnstadt zugewiesen.